# Kim Young-chul
Kim Young-chul ((김영철?, 金泳澈?); Incheon, 30 giugno 1976) è un ex calciatore sudcoreano, di ruolo difensore.

## Carriera

### Club
Dopo aver giocato a livello universitario con l’Ajou University, ha iniziato la carriera professionistica nel 1999 con il Seongnam Ilhwa Chunma, dove ha disputato oltre 100 partite tra il 1999 e il 2002.
Nel 2003 è stato trasferito al Gwangju Sangmu per svolgere il servizio militare obbligatorio, rimanendovi fino al 2004. Terminato l’obbligo militare, è tornato al Seongnam Ilhwa Chunma, dove ha giocato fino al 2008.
Nel 2009 si è trasferito ai Jeonnam Dragons, concludendo la carriera al termine della stagione.

### Nazionale
Con la nazionale sudcoreana ha totalizzato 15 presenze e segnato un gol tra il 1997 e il 2006. Ha inoltre conquistato la medaglia di bronzo ai Giochi asiatici di Pusan 2002.

## Palmarès
- Giochi asiatici: 1

2002